# 維拉灣號導彈巡洋艦
维拉湾号（USS Vella Gulf CG-72）是美国海军提康德罗加级导弹巡洋舰。
舰名是为了纪念第二次世界大战中发生在所罗门群岛的维拉湾海战。
此舰为提康德罗加级导弹巡洋舰的第二十六艘。